# Spark (časopis)
Rockový časopis Spark je český a slovenský hudební časopis (měsíčník), který se zabývá tvrdou hudbou a životním stylem s ní spjatým. Žánrově se orientuje na metal, rock a punk. První číslo bylo vydáno v únoru roku 1992. Přináší rozhovory s domácími i zahraničními kapelami a interprety, recenzuje nově vydaná alba a komentuje aktuální dění na hudební scéně.
Čas od času byly ke Sparku přiložené kompaktní disky (CD). Od května 2003 s ním vychází tzv. megaposter, což je oboustranný plakát (např. v čísle 10/09 Immortal/Škwor) o velikosti papíru A2.
Spark vychází i v elektronické verzi na e-shopu Alza.